# Raquel Bessio
Raquel Bessio (Montevideo, Uruguay, 1946) es una artista visual uruguaya.  Ha expuesto colectiva e individualmente en Uruguay, Argentina, México, Brasil, Ecuador, Italia y EE. UU. desde 1990 a la actualidad. Ha representado a Uruguay en diversos eventos al tiempo que recibió una serie de premios.

## Trayectoria
Nació en Montevideo, Uruguay, en el año 1946. Estudió arquitectura en la Universidad de la República (Uruguay) y en 1984 comenzó sus estudios dentro del campo de las artes visuales tanto en técnicas tradicionales como experimentales.
Representó a Uruguay en diversos eventos:
- VIII Bienal de Cuenca Ecuador, 2004
- Bienal SIART de La Paz, Bolivia, 2005
- 53 Bienal de arte de Venecia, 2009
- Bicentenario de Argentina, 2010
- FADA Art Show Los Ángeles, EE. UU., 2010
- 10a. Bienal del Mercosur en Porto Alegre, Brasil, 2015[3]

## Premios
A lo largo de su trayectoria, Raquel Bessio ha sido reconocida con los siguientes premios:
- Premio Regional Fundación OSDE, Buenos Aires, Argentina, 2001
- 1º Premio en Proyecto, Salón Nacional de Artes Plásticas, Montevideo, Uruguay, 2001
- 1º Premio Intervención Urbana Bienal de Salto, Uruguay, 1999
- Gran Premio Salón Municipal "Vínculos y desvínculos", con la obra " del km 0 al km 180" en 1999
- Premio MEC por su muestra Julio Raúl "... en esta casa", 1998
- 1º Premio Instalación Bienal Municipal de Artes Plásticas con su obra "Encubrimiento de Presagios".